# Embsen
Embsen er en kommune i den sydlige del af Landkreis Lüneburg i den tyske delstat Niedersachsen, og er en del af Samtgemeinde Ilmenau.

## Geografi
En del af det 530 hektar store Naturschutzgebiet Hasenburger Bachtal ligger i kommunen Embsen.
Hasenburger Mühlenbach (eller Hasenburger Bach), der er et tilløb til Ilmenau, har sit udspring vest for Embsen.

### Inddeling
I kommunen Embsen ligger landsbyerne Embsen, Oerzen og Heinsen.